# Midnight Syndicate
Midnight Syndicate (с англ. — «Полуночный синдикат») — американский дуэт, работающий в жанрах дарк-эмбиент и этериал-вейв. Основан в 1994 году в городе Шардон (предместье Кливленда, штат Огайо). Музыканты называют свою музыку «саундтреками к воображению» или «саундтреками к мнимым фильмам». Их творчество представляет собой атмосферные инструментальные композиции, содержащие множество звуковых эффектов и в основном использующихся в качестве музыкального сопровождения празднования Хэллоуина, а также ролевых игр и «пугающих» аттракционов.

## Вклад в культуру Хэллоуина и признание
По словам некоторых критиков, творчество Midnight Syndicate стало синонимом праздника Хэллоуина. Прежде всего это было достигнуто тем что творчество группы повсеместно используется для аттракционов, мероприятий и магазинов соответствующей атрибутики. Вместе с этим подчёркивается, что творчество группы фактически определило основные черты «музыки Хэллоуина», задала в нём стандарты и оказала влияние на другие подобные проекты. 11 сентября 2009 года, AOL Radio опубликовало рейтинг «10 лучших альбом в жанре „Хэллоуин“» и Midnight Syndicate заняли в нём сразу три места — 3,4 и 8.

## Влияние
В качестве основного источника влияния на своё творчество, Дуглас привёл таких композиторов музыки к фильмам: Дэнни Эльфман, Джеймс Хорнер, Джон Карпентер и Ханс Циммер. Также он признаёт влияние на свою музыку, таких хэви-метал групп как King Diamond и Black Sabbath. Помимо этого он любит радио-драмы и фильмы ужасов. Гозка же назвал группы Dead Can Dance и Genesis.

## Дискография
- Midnight Syndicate (1997)
- Born of the Night (1998)
- Realm of Shadows (2000)
- Gates of Delirium (2001)
- Vampyre (2002)
- Dungeons & Dragons (2003)
- The 13th Hour (2005)
- Out of the Darkness (Retrospective: 1994–1999) (2006)
- The Rage: Original Motion Picture Soundtrack (2008)
- The Dead Matter: Cemetery Gates (2008)
- The Dark Masquerade with Destini Beard (2010)
- The Dead Matter: Original Motion Picture Soundtrack (2010)
- Halloween Music Collection (2010)